# Norbert Meier
Norbert Meier (ur. 20 września 1958 w Reinbek) – niemiecki trener piłkarski i piłkarz, który występował na pozycji pomocnika.

## Kariera klubowa
Meier seniorską karierę rozpoczynał w 1977 roku w klubie ASV Bergedorf. W 1980 roku trafił do Werderu Brema z 2. Bundesligi Nord. W 1981 roku awansował z zespołem do Bundesligi. W tych rozgrywkach zadebiutował 8 sierpnia 1981 roku w wygranym 4:2 pojedynku z Borussią Mönchengladbach, w którym strzelił także gola. W 1983, 1985 oraz 1986 roku wywalczył z klubem wicemistrzostwo RFN. W 1988 roku zdobył z nim mistrzostwo RFN. W 1989 roku oraz w 1990 roku zdobył z zespołem Puchar RFN. Przez 10 l;at w barwach Werderu rozegrał 281 ligowych spotkań i zdobył 81 bramek.
W 1990 roku Meier odszedł do Borussii Mönchengladbach, również z Bundesligi. Pierwszy ligowy mecz zaliczył tam 24 lutego 1990 roku przeciwko Werderowi Brema (4:0). W 1992 roku zdobył z zespołem Puchar Niemiec. W tym samym roku zakończył karierę.

## Kariera reprezentacyjna
W reprezentacji RFN Meier zadebiutował 13 października 1982 roku w wygranym 2:1 towarzyskim meczu z Anglią. 7 czerwca 1983 roku w wygranym 4:2 pojedynku z Jugosławią strzelił pierwszego gola w drużynie narodowej.
W 1984 roku został powołany do kadry na Mistrzostwa Europy. Zagrał na nich w meczach z Rumunią (2:1) oraz Hiszpanią (0:1). Tamten turniej zespół RFN zakończył na fazie grupowej. W latach 1982–1985 w drużynie narodowej rozegrał w sumie 16 spotkań i zdobył 2 bramki.

## Kariera trenerska
Po zakończeniu kariery piłkarskiej Meier został trenerem. Jego pierwszym klubem była pierwszoligowa Borussia Mönchengladbach, gdzie pracował od 1997 roku. Pracował tam przez pół roku i na sześć kolejek przed końcem sezonu odszedł z zespołu. Jego kolejnym klubem był drugoligowy MSV Duisburg, który zaczął trenować w 2002 roku. W 2005 roku zajął z tym klubem drugie miejsce w lidze i awansował do ekstraklasy. W grudniu 2005 odszedł z Duisburga. Od września 2006 do września 2007 trenował trzecioligowe Dynamo Drezno, a w styczniu 2008 został zatrudniony w innym trzecioligowcu - Fortunie Düsseldorf. Na zakończenie sezonu uplasował się z klubem na trzeciej pozycji i dzięki temu pozostał w nowo powstałej 3. Bundeslidze.